# Lake Nuga Nuga
Lake Nuga Nuga är en sjö i Australien. Den ligger i delstaten Queensland, omkring 510 kilometer nordväst om delstatshuvudstaden Brisbane. Lake Nuga Nuga ligger 260 meter över havet. Arean är 12,4 kvadratkilometer. Den sträcker sig 4,5 kilometer i nord-sydlig riktning, och 6,0 kilometer i öst-västlig riktning.
I omgivningarna runt Lake Nuga Nuga växer huvudsakligen savannskog. Trakten runt Lake Nuga Nuga är nära nog obefolkad, med mindre än två invånare per kvadratkilometer. Genomsnittlig årsnederbörd är 773 millimeter. Den regnigaste månaden är januari, med i genomsnitt 132 mm nederbörd, och den torraste är augusti, med 16 mm nederbörd.